# Светий Влас
Свети́й Влас (болг. Свети Влас) — місто в Бургаській області Болгарії. Входить до складу общини Несебир.

## Населення
За даними перепису населення 2011 року у місті проживала 2691 особа.
у 2022 році орієнтовна кількість мешканців 3960 осіб .
Національний склад населення міста:
| Національність   | Кількість осіб | Відсоток |
| ---------------- | -------------- | -------- |
| болгари          | 2246           | 95,4%    |
| турки            | 40             | 1,7%     |
| роми             | 10             | 0,4%     |
| інша             | 48             | 2,0%     |
| не визначились   | 11             | 0,5%     |
| Всього відповіли | 2355           |          |

Розподіл населення за віком у 2011 році:
Динаміка населення: